# 워렌 자이르에메리
워렌 자이르에메리(프랑스어: Warren Zaïre-Emery, 2006년 3월 6일~)는 프랑스의 축구 선수로 포지션은 미드필더이다. 현재 리그 1의 파리 생제르맹과 프랑스 축구 국가대표팀에서 활동하고 있다.
파리 생제르맹 FC 아카데미를 수료한 후 2022년 8월 16세 151일의 나이로 파리 생제르맹 FC 1군에 데뷔하면서 파리 생제르맹 역사상 가장 어린 나이에 1군에 데뷔한 선수가 되었다. 데뷔 시즌에 그는 16살의 나이로 파리 생제르맹 역사상 최연소 득점자와 UEFA 챔피언스리그 토너먼트에 출전한 역대 최연소 선수가 되었고 데뷔 시즌에 리그 1 우승을 달성했다.
프랑스 U-16 축구 국가대표팀부터 프랑스 U-21 축구 국가대표팀까지 프랑스 연령별 대표팀을 거쳤고 2023년 11월 프랑스 축구 국가대표팀에 발탁되어 11월 18일 프랑스 성인 대표팀 데뷔전을 가졌다. 그는 30년 만에 프랑스 U-21 대표팀의 역대 최연소 주장 기록을 갱신했고 17세 255일의 나이로 프랑스 성인 대표팀에 데뷔한 역대 최연소 선수 3위와 역대 최연소 득점자 2위 기록을 세웠다.

## 어린 시절
워렌 자이르에메리는 2006년 3월 6일 몽트뢰유에서 과거 센생드니주의 레드 스타 FC에서 축구 선수로 활동했었던 아버지 프랑크 에메리(프랑스어: Frank Emery)와 마르티니크계 혈통을 가지고 있는 어머니 주시 자이르(프랑스어: Gessie Zaïre) 사이에서 태어나 일드프랑스에서 어린 시절을 보냈다. 워렌은 2011년 4살의 나이에 FCM 오베르빌리에에 입단하며 축구 선수 경력을 시작했고 1년 뒤 오베르빌리에의 1군에 데뷔했다.

## 구단 경력
2022년 8월 6일, 자이르에메리는 클레르몽 푸트와의 리그 경기에서 교체 투입되어 16세 151일의 나이로 프로 데뷔전을 치렀으며 엘 사데유 비취아뷔가 가지고 있던 구단 최연소 데뷔 기록을 경신했다. 그는 또한 UEFA 챔피언스리그 데뷔, 득점, 도움 등 최연소에 관련된 클럽 기록을 여러 가지 세웠다.

## 국가대표팀 경력

### 프랑스 연령별 대표팀
2022년 4월 자이르에메리는 2022년 UEFA U-17 축구 선수권 대회에 출전하는 프랑스 U-17 축구 국가대표팀에 소집되었다. 소집 당시 그는 대표팀에서 유일한 2006년생 선수였으며 대회에서 2득점을 기록하며 UEFA U-17 선수권 대회 우승을 달성했다.
2023년 9월 자이르에메리는 프랑스 U-21 축구 국가대표팀의 감독으로 부임한 티에리 앙리에 의해 프랑스 U-21 대표팀에 소집되었다. 앙리는 덴마크 U-21 축구 국가대표팀과 슬로베니아 U-21 축구 국가대표팀과의 경기를 앞두고 자이르에메리를 대표팀의 주장으로 선임했고 자이르에메리는 30년 만에 프랑스 U-21 대표팀의 역대 최연소 주장 기록을 갱신했다.

### 프랑스 성인 대표팀
2023년 11월 9일 자이르에메리는 11월 18일 지브롤터 축구 국가대표팀과 21일 그리스 축구 국가대표팀과의 UEFA 유로 2024 예선 경기에 참가하는 프랑스 축구 국가대표팀 선수단에 소집되며 프랑스 A 대표팀에 처음으로 소집되었다. 그는 이로 인해 1914년 모리스 가스티제 이후 프랑스 성인 대표팀에 소집된 역대 최연소 선수가 되었다.
자이르에메리는 2023년 11월 18일 17세 255일의 나이로 프랑스와 지브롤터의 UEFA 유로 2024 예선 B조 경기에 선발출전하며 프랑스 A 대표팀에 데뷔한 역대 최연소 선수가 되었고 전반 16분 킹슬레 코망의 패스를 받아 프랑스의 3번째 득점을 만들며 데뷔전에서 데뷔골도 기록했다. 그는 전반 19분 유수프 포파나와 교체되었고 가스티제 다음으로 프랑스 성인 대표팀에서 득점을 기록한 두 번째로 어린 선수가 되었다. 그는 경기 이후 오른발목 인대 부상 진단을 받아 대표팀에서 하차했고 파리 생제르맹으로 복귀했다.

## 통계

### 국가대표팀
출전 기록
| # | 날짜             | 장소 | 홈 팀  | 최종 결과 | 원정팀     | 대회                | 득점 | 비고 |
| - | ---------------- | ---- | ------ | --------- | ---------- | ------------------- | ---- | ---- |
| 1 | 2023년 11월 18일 | 니스 | 프랑스 | 14 - 0    | 지브롤터   | UEFA 유로 2024 예선 | 1    | 19′  |
| 2 | 2024년 3월 23일  | 리옹 | 프랑스 | 0 - 2     | 독일       | 친선 경기           | -    | 61′  |
| 3 | 2024년 6월 5일   | 메스 | 프랑스 | 3 - 0     | 룩셈부르크 | 친선 경기           | -    | 64′  |

## 수상 내역
구단
 파리 생제르맹 FC
- 리그 1: 2022-23[13], 2023-24[14]
- 쿠프 드 프랑스: 2023-24[15]
- 트로페 데 샹피옹: 2023[16]

국가대표팀
 프랑스 U-17 축구 국가대표팀
- UEFA U-17 축구 선수권 대회: 2022[5]

개인
- 티티도르: 2022[17]
- 리그 1 올해의 영플레이어: 2023-24[18]
- UNFP 선정 리그 1 올해의 팀: 2023-24[19]
- 국제축구역사통계연맹 선정 세계 남자 축구 U-20 팀: 2023[20]